# Austrolimnophila marcida
Austrolimnophila marcida är en tvåvingeart som först beskrevs av Alexander 1924.  Austrolimnophila marcida ingår i släktet Austrolimnophila och familjen småharkrankar.
Artens utbredningsområde är Taiwan. Inga underarter finns listade i Catalogue of Life.